# Anthony Rubio
Anthony Rubio es un diseñador de moda estadounidense, reconocido principalmente por crear vestuarios para canes. Sus diseños han sido exhibidos en eventos como las semanas de la moda de Nueva York y Los Ángeles, y han aparecido en las páginas de revistas especializadas como Vogue, Cosmopolitan, Vanity Fair, Harper's Bazaar y Elle.

## Biografía

### Primeros años y carrera
Rubio, de ascendencia puertorriqueña, nació y se crio en la ciudad de Nueva York. Desde su infancia empezó a interesarse por la moda femenina, por lo que estudió diseño de moda. Tras rescatar en 2005 un perro de raza Chihuahua que se encontraba encadenado, empezó a crear vestuarios para canes, actividad por la que es más reconocido en la actualidad.
En 2012 se convirtió en el primer diseñador canino en exhibir su obra en la semana de la moda de Nueva York. Un año después participó en la semana de la moda de Brooklyn, otro evento en el que nunca se habían presentado diseños exclusivamente para canes. Ha participado además en otros eventos de importancia como la Met Gala —donde rindió homenaje a la diseñadora Rei Kawakubo— y la semana de la moda de Los Ángeles. En 2021 participó nuevamente en la semana de la moda de Nueva York, donde contó con el apoyo de la modelo polaca Joanna Borov.
Durante su trayectoria, sus diseños han aparecido en revistas especializadas como Vogue, Cosmopolitan, Vanity Fair, Harper's Bazaar, Marie Claire y Elle; y ha brindado entrevistas en programas como Good Morning America, Page Six TV, Vice Live, To Tell the Truth y The Pet Show.

### Otros proyectos
Rubio apoya la adopción canina y ha realizado donaciones a refugios y otros proyectos relacionados con la protección de los animales en condición de calle. En 2012 creó la campaña Adopt Me Maybe inspirado en la canción «Call Me Maybe» de Carly Rae Jepsen, la cual se viralizó a través de las redes sociales. Se encargó además de diseñar la mayoría de los vestuarios que aparecen en el libro Couture Dogs of New York, del autor Paul Nathan.
En marzo de 2021 inició una campaña en la plataforma de micromecenazgo Kickstarter para publicar el libro de mesa de su autoría Canine Couture. Además de sus diseños caninos, Rubio también se encarga de crear alta costura para mujeres y corbatas para hombres.